# Angelic Upstarts
Angelic Upstarts su engleski punk/Oi! sastav. Osnovan je u South Shieldsu 1977. godine. Sastav je bio uz antifašističku i socijalističku filozofiju radničke klase. Asociralo ga se kao dio skinheadske supkulture. Više od dvaju desetljeća nakon što su Angelic Upstarts objavili svoje prvo izdanje, singl "The Murder Of Liddle Towers", časopis Mojo ga je uvrstio na popis najboljih punkerskih singlova svih vremena.
Sastav djeluje od 1977. do danas. Originalna postava bila je pjevač Thomas Mensforth (Mensi), Ray Cowie (Mond) na gitari, basist Steve Forsten i bubnjar Derek "Decca" Wade. Keith Bell je bio menedžer do 1980., kad je otišao u zatvor na četiri i pol godine zbog paleži. Sastav se ponovo formirao i rasipao nekoliko puta. Bivši članovi bili su basisti Ronnie Wooden, Glyn Warren, Tony Feedback (sadau Long Tall Shorty iKiria's live band), Ronnie Rocker i Max Splodge (koji je svirao i bubnjeve). Ostali bubnjari bili su Sticks Warrington (poslije u Cockney Rejects), Paul Thompson (ex-Roxy Music) i Chris White. Wade se ponovo pridružio sastavu na par godine nakon čega je opet otišao. Hayes se prvi pridružio sastavu kad je otišao drugi gitarist Mond, pa je Hayes ostao jedini na gitari. Mensi je bio jedini originalni član u sastavu.
U kolovozu 2006. je najavio da se ostavlja svirke. Ipak je htio da sastav nastavi svirati s pjevačem Chrisom Wrightom (iz sastava Crashed Out). Nova postava bila je pjevač Wright, gitarist Dickie Hammond, gitarist Neil Newton, basist Gaz Stoker i bubnjar Wade. 2007, Mensi se vratio u sastav pa je postava bila Mensi kao vokal, basist Stoker, gitaristi Hammond i Newton, bubnjari Brett Mulvaney (i poslije Jonnie Halling).
Današnja postava je: Thomas 'Mensi' Mensforth
Dickie Hammond
Neil Newton
Gaz Stoker
Decca Wade
Bivši članovi bili su: Chris Wright
Mond Cowie
Steve Forsten
Sticks Warrington
Glyn Warren
Paul Thompson
Tony Feedback
Brian Hayes
Derwent Jaconelli
Ronnie Rocker
Max Splodge
Tony van Frater
Lainey
Graham Lant
Izdali su singlove:
"The Murder of Liddle Towers"/"Police Oppression" (1978.), "I'm an Upstart"/"Leave Me Alone" (1979.), "Teenage Warning"/"The Young Ones" (1979.), "Never 'ad Nothin'"/"Nowhere Left to Hide" (1979.), "Out of Control"/"Shotgun Solution" (1980.), "We Gotta Get Out of this Place"/"Unsung Heroes" (1980.), "Last Night Another Soldier"/"I Wish" (1980.), "England"/"Stick's Diary" (1981.), "Kids on the Street"/"The Sun Never Shines" (1981.), "I Understand"/"Never Come Back" (1981.), "Different Strokes"/"Different Dub" (1981.), "Never Say Die"/"We Defy You" (1982.), "Woman in Disguise"/"Lust for Glory" (1982.), "Solidarity"/"Five Flew Over..." (1983.), "Not Just a Name"/"The Leech" (1983.), "Machinegun Kelly"/"There's a Drink in It" (1984.), "Brighton Bomb" E.P (1985.), "Brighton Bomb" (1987.), "England's Alive" (1988.)
Izdali su studijske albume Teenage Warning (kolovoz 1979., Warner Bros. Records) - br. 29 UK, We Gotta Get out of This Place (travanj 1980, WEA) - br. 54 UK, 2,000,000 Voices (lipanj 1981, Zonophone/EMI) - br. 32 UK, Still from the Heart (1982, Zonophone/EMI), Reason Why? (1983, Anagram/Cherry Red), Last Tango in Moscow (1984, Picasso), Power of the Press (1986, Gas), Blood on the Terraces (1987, Link), Bombed Out (1991, Dojo), Sons Of Spartacus (2002, Captain Oi!/Insurgence Records), The Dirty Dozen (2011, Spit album with Crashed Out), albume uživo Angelic Upstarts Live (rujan 1981., Zonophone/EMI) - br. 27 UK, Live in Yugoslavia (1985, Picasso), Live & Loud (1988, Link), Greatest Hits Live (1991, Link), Live in Lubeck 1989 (1994, Bay City), Live from the Justice League (2001, TKO), Anthems Against Scum (2001, Insurgence) i kompilacije Angel Dust - The Collected Highs (1983, Anagram/Cherry Red), Bootlegs & Rarities (1985, Dojo), Lost & Found (1991, Link), Alternative Chartbusters (1991, AOK), Kids on the Streets (1993, Cleopatra), The Independent Punk Singles Collection (1995, Cherry Red), Rarities (1997, Captain Oi), The EMI Punk Years (1999, Captain Oi), Who Killed Liddle (1999, Recall) i Punk Singles Collection (2004, Captain Oi).

## Vanjske poveznice
- http://www.angelicupstarts.net  Arhivirana inačica izvorne stranice od 3. siječnja 2014. (Wayback Machine)
- http://www.allmusic.com/artist/p12222
- http://www.punk77.co.uk/groups/angelicupstarts.htm
- https://web.archive.org/web/20110527082330/http://punkmodpop.free.fr/angelicupstarts_pic.htm